# El Hadj Bergoug
El Hadj Bergoug né à Béni-Abbés, est un joueur de handball algérien évoluant au poste de gardien de but. Il est national A et participa notamment au championnat national.
Sa carrière commence avec l'équipe locale de Béni-Abbés puis après avoir obtenu son bac il est transféré a Tlemcen pour achever ses études. Il intègre alors l'équipe du handball de l'université avec laquelle il obtient beaucoup de victoires.
Ses compétences et potentiels considérables font de lui une cible pour les dirigeants de la JSK section handball avec qui il signe un contrat.